# Nederlands Dagblad
Het Nederlands Dagblad is een breed-christelijk dagblad. De krant ging in oktober 2010 als eerste Nederlandse krant over op berlinerformaat en stapte in november 2015 op tabloidformaat over. De oplage bedraagt meer dan 20.000 exemplaren.

## Geschiedenis
Het Nederlands Dagblad werd in de zomer van 1944 als een half illegaal blad onder de naam Reformatie Stemmen opgericht, als gevolg van de onenigheid binnen de toenmalige Gereformeerde Kerken in Nederland. Onder de naam De Vrije Kerk werd het na de oorlog de kerkelijke spreekbuis van de in 1944 van de Gereformeerde Kerken afgescheiden Gereformeerde Kerken vrijgemaakt.
Omdat het destijds op de Gereformeerde Kerken in Nederland geënte dagblad Trouw zich negatief opstelde tegenover alles wat met de Gereformeerde Kerken vrijgemaakt te maken had, begon men in die kerken de behoefte te voelen aan een dagblad uit eigen gelederen. Uit geldgebrek kon dit echter slechts geleidelijk gebeuren. Toen Piet Jongeling in 1948 als hoofdredacteur van de Nieuwe Provinciale Groninger Courant vertrok en aantrad als hoofdredacteur van het fusieblad De vrije kerk: Reformatorische stemmen, werd de krant pas echt een journalistiek product. Onder de nieuwe naam Gereformeerd Gezinsblad kwam de krant vanaf 1948 twee keer per week uit; kort daarop volgde een uitgave die drie keer per week verscheen. Vanaf 1 oktober 1959 verscheen de krant dagelijks en ging men ertoe over meer algemeen nieuws op te nemen.

### Nederlands Dagblad
De huidige naam Nederlands Dagblad werd op 30 december 1967 voor het eerst gebruikt. Reden voor deze naamsverandering was dat men alle Nederlanders wenst(e) te bereiken die geïnteresseerd zijn in nieuws op basis van een gereformeerde levensbeschouwing.
Het Nederlands Dagblad gold jarenlang als spreekbuis van de Gereformeerde Kerken vrijgemaakt en de daaraan verbonden politieke partij het Gereformeerd Politiek Verbond (GPV). Toen in 1973 journalist Peter Bergwerff werd aangetrokken om te schrijven over ontwikkelingen buiten de vrijgemaakten, leidde dat tot stormen van kritiek. Vanaf de jaren tachtig en negentig ging de krant zich op een breder christelijk publiek richten. In 1992 maakte het Nederlands Dagblad zich los van de bijzondere band met de Gereformeerde Kerken vrijgemaakt, die als consequentie had dat redacteuren belijdend lid moesten zijn van een van de kerken. Sindsdien bestaat de grondslag alleen nog uit de Bijbel en de Drie Formulieren van Enigheid.
Dit betekende niet een automatisch einde aan kerkelijk 'oud zeer'. Begin 2004 ontsloeg het Nederlands Dagblad fotograaf Piebe Bakker, omdat hij van de Vrijgemaakte Kerk was overgestapt naar een evangelische gemeente. In de arbeidsovereenkomst die elke werknemer sluit staat dat belijdenisgeschriften dienen te worden onderschreven. De fotograaf vocht zijn ontslag aan, maar de Commissie Gelijke Behandeling stelde de krant in het gelijk. Later stopte het Nederlands Dagblad met dit beleid en werden ook mensen met een evangelische achtergrond in dienst genomen. De oplage van de krant kwam in 1999 boven 30.000 exemplaren uit, maar is sindsdien aanzienlijk afgenomen.
In juni 2016 begon het Nederlands Dagblad samen met de Evangelische Omroep een nieuwe (online en papieren) nieuwsdienst gericht op jongeren, genaamd Dag6. Beide organisaties stopten in mei 2018 met de app en het blad, omdat er te weinig betalende abonnees waren.

## Doelgroep
De lezers van deze krant zijn voornamelijk te vinden in protestantse, katholieke en evangelische kerken alsook bij de orthodoxere richtingen binnen de Protestantse Kerk in Nederland (PKN).
Wat betreft politieke voorkeur stemmen de meeste lezers op de ChristenUnie en het CDA, voor een geringer deel ook op de SGP. De kiezers van deze partij lezen echter vaker het Reformatorisch Dagblad.

## Oplage en bereik
Totaal betaalde gerichte oplage volgens HOI, Instituut voor Media Auditing:
- 2000: 32.006
- 2010: 30.019 (-)
- 2011: 27.269 (-9,2%)
- 2012: 24.943 (-8,5%)
- 2013: 23.200 (-7,0%)
- 2014: 21.544 (-7,1%)
- 2015: 22.675 (+5,2%)
- 2016: 20.735 (-8,5%)[7]
- 2017: 19.116 (-7,8%)[8]
- 2020: 23.000

Oud-directeur Flip van der Kolk (1951-2017) sprak in 1994 de ambitie uit 40.000 abonnees te behalen in 2000. Op het hoogtepunt in 2003 telde de krant 34.000 abonnees, mede dankzij het afschudden van de vrijgemaakte exclusiviteit.
HOI beperkte zich tot het meten van (alleen) de papieren oplage van kranten. Omdat uitgevers echter steeds meer lezers digitaal bedienen, wordt sinds 2017 door het totale merkbereik gemeten. Daarbij wordt gekeken hoeveel lezers een mediamerk per dag bereikt met zijn gecombineerde verschijningsvormen. Het Nederlands Dagblad zet behalve de gedrukte en de digitale krant, met name de website ND.nl in om lezers te bereiken. De bereikcijfers van het Nederlands Dagblad volgens de stichting Nationaal Onderzoek Multimedia zijn:
|              | Gemiddeld | Dageditiebereik (ma-vrij) | Dageditiebereik (zat) |
| ------------ | --------- | ------------------------- | --------------------- |
| NPM 2017-III | 121.000   | 119.000                   | 128.000               |
| NPM 2017 IV  | 132.000   | 130.000                   | 140.000               |
| NPM 2018-I   | 135.000   | 134.000                   | 145.000               |
| NPM 2018-II  | 122.000   | 118.000                   | 142.000               |
| NPM 2018-III | 107.000   | 104.000                   | 122.000               |
| NPM 2018- IV | 110.000   | 106.000                   | 132.000               |
| NPM 2019-I   | 105.000   | 101.000                   | 125.000               |

Gemiddeld verspreide oplage van het Nederlands Dagblad tussen 2001 en 2017
Cijfers volgens HOI, Instituut voor Media Auditing

## Redactie en bezorging
Het kantoor van het Nederlands Dagblad is via Groningen en Amersfoort naar Barneveld (bedrijventerrein Harselaar) (1985) en per oktober 2017 terug naar Amersfoort gegaan, waar een pand wordt gehuurd aan de Berkenweg. Het pand in Barneveld is gesloopt, en het perceel is verkocht.
Vanaf 1948 was het latere GPV-Tweede Kamerlid Piet Jongeling hoofdredacteur. Hij werd in 1974 opgevolgd door zijn schoonzoon Jurn de Vries. In 1993 werd Peter Bergwerff hoofdredacteur, in 2013 kreeg Sjirk Kuijper de redactionele leiding. Deze werd in juni 2022 opgevolgd door Nico de Fijter.
Vanwege de kleine oplage en de grote geografische spreiding van de lezers geschiedde de bezorging in eerste instantie per post. Sinds 1992 maakt men gebruik van de faciliteiten van PCM Uitgevers om de krant 's morgens bij de abonnees te laten bezorgen.
Het Nederlands Dagblad ging op 30 oktober 2010 als eerste Nederlandse krant over op berlinerformaat. In november 2015 stapte de krant, wegens de keuze voor een andere drukker, op tabloidformaat over.

## Betaalmuur
In juni 2011 plaatste het Nederlands Dagblad als eerste Nederlands dagblad de artikelen achter een betaalmuur. Grotere artikelen zijn alleen tegen vergoeding toegankelijk. De krant kreeg een subsidie van 365.000 euro van het Stimuleringsfonds voor de Pers, niet alleen voor de betaalmuur, maar ook voor de overstap op berlinerformaat en voor het plan om zich te "ontwikkelen tot een nieuwsorganisatie die unieke informatie produceert, niet alleen voor een christelijk publiek." In maart 2013 verklaarde directeur Rinder Sekeris: "Het gaat goed en het gaat nog niet goed genoeg". Het zou volgens hem met de huidige werkwijze ongeveer zeven jaar duren voordat de krant de investering had terugverdiend.

## Trivia
- Omstreeks 2005 hield het Nederlands Dagblad een reclamecampagne op de radio waarbij Zeeuwse, Veluwse, Groningse en andere dialectsprekers de krant aanprezen als een krant die niet alleen nieuws uit de Randstad brengt.
- In 2005 gebruikte het Nederlands Dagblad in advertenties de slogan 'De krant voor christenen'. Er kwamen klachten binnen bij de Reclame Code Commissie dat hier sprake was van discriminatie. Deze klachten bleven zonder gevolgen.[15] In 2009 adverteerde de krant met de tekst 'Goed nieuws. En niet alleen voor christenen.', daarna met 'Christelijk betrokken'.

Huidig
AD · Het Financieele Dagblad · Nederlands Dagblad · NRC · Reformatorisch Dagblad · De Telegraaf · Trouw · de Volkskrant

Voormalig
Agrarisch Dagblad (1986–2012, daarna verdergegaan onder de naam Boerderij Vandaag) · Algemeen Handelsblad (1828–1970) · Cobouw (1961–2016) · De Courant/Nieuws van de Dag (1923–1982, tot 1998 in Amsterdam) · DAG (2007–2008) · De Dag (1980) · De Echo (1892–1912) · De Maasbode (1885–1959) · Metro (1999–2020) · Het Nationale Dagblad (1936–1945) · De Nederlander (1897–1941, 1945–1947) · Nieuwe Rotterdamsche Courant (1843–1970) · nrc.next (2006–2021) · Het Parool (1944–1997, daarna alleen in Amsterdam) · De Pers (2007–2012) · Sp!ts (1999–2014) · Staatscourant (1814–2009, daarna alleen digitaal) · De Standaard (1872–1944) · De Tijd (1845–1974) · De Tribune (1916–1937) · Het Volk (1900–1945) · Het Volksdagblad (1937–1940) · Het Vrije Volk (1945–1971, tot 1991 in Rotterdam) · De Waarheid (1945–1990)
Lijst van dagbladen in binnen- en buitenland